# Þrúðr

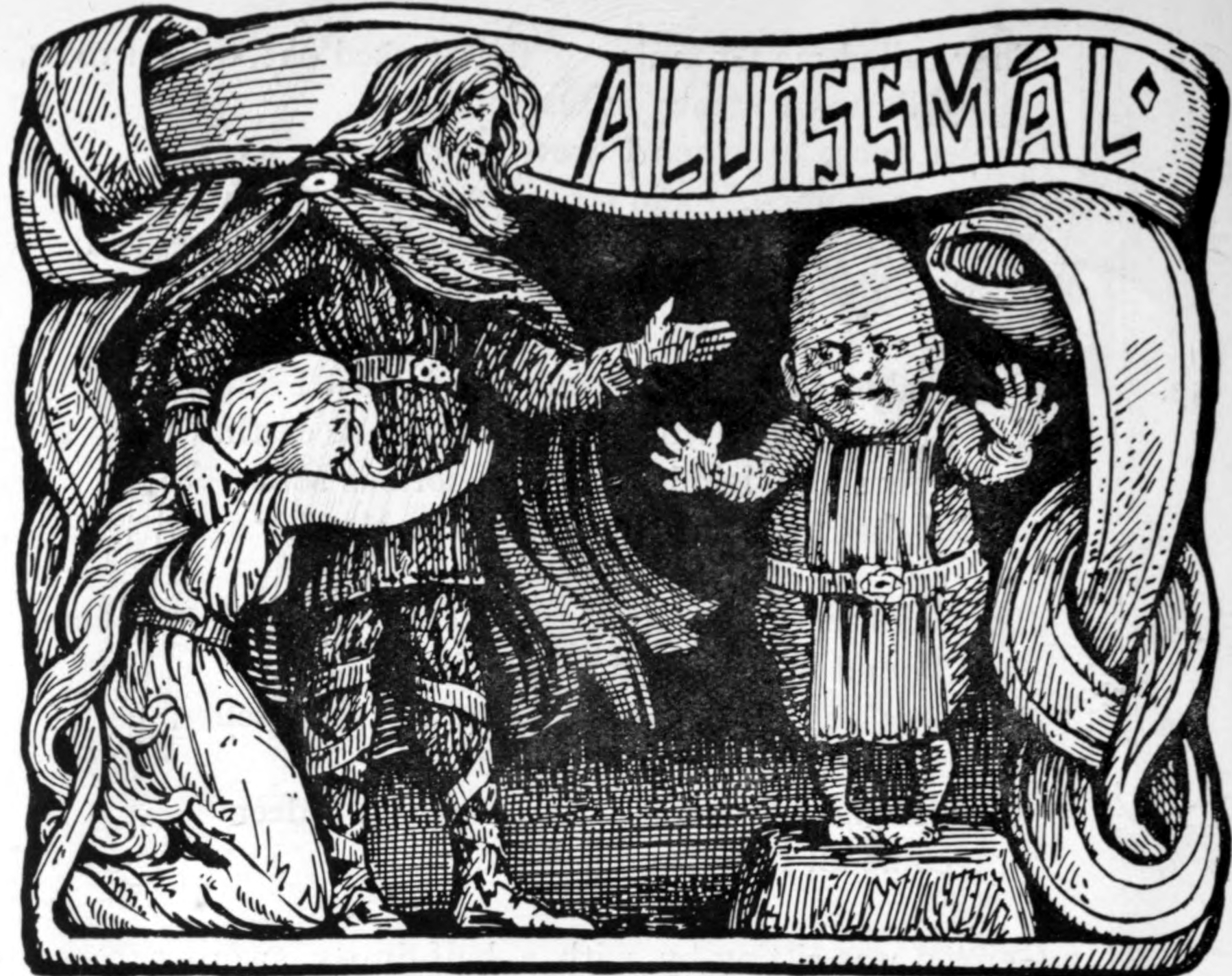
Alvis geeft antwoord op de vragen van Thor, Sæmund's Edda, W.G. Collingwood, 1908

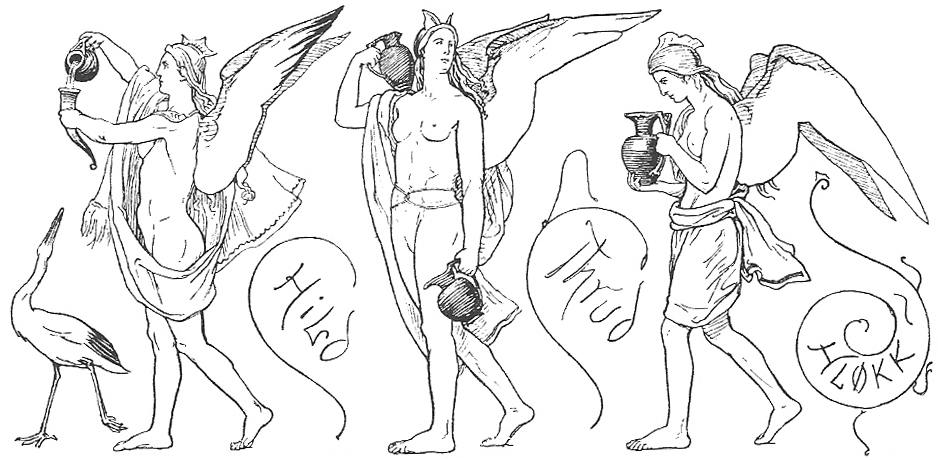
Hild, Thrud en Hløkk serveren ale in Grímnismál, Den ældre Eddas Gudesange, Lorenz Frølich, 1895

Þrúðr (Oudnoords kracht), Thrúd of Thrud is de dochter van Thor in de Noordse mythologie.

## Edda
In Alvíssmál wordt verteld dat Alvis met de dochter van Thor trouwen wil. Thor voorkomt dit door middel van een list.
Skáldskaparmál vertelt dat Thor wordt aangesproken met de kenning faðir Þrúðar (vader van Þrúðr). Ook vertelt het dat Sif haar moeder is.
Ragnarsdrápa vertelt dat de Jötun Hrugnir Þrúðar þjófr (hoofdman van Þrúðr) wordt genoemd.

## Walkuren
Þrúðr is ook de naam van een van de Walkuren die de Einherjar in het Walhalla ale serveren (Grímnismál, stanza 36). Het is niet zeker of dit om dezelfde figuur gaat.

## Runesteen
Þrúðr wordt ook genoemd op de runesteen van Karlevi.